# Doteringsmiddel
 Ikke at forveksle med Doping.
Et doteringsmiddel, somme tider kaldet dopingmiddel eller dopant, er en spormængde af urent stof, der indsættes i en substans (i meget lave koncentrationer) for at ændre substansens elektriske eller optiske egenskaber. Hvad angår krystalline substanser så indtager doteringsmidlets atomer ofte den plads som grundstoffer, der var i grundmaterialets krystalgitter, havde. De krystallinske materialer er ofte enten krystaller fra en halvleder såsom silicium og germanium til brug i fasttilstandselektronik, eller transparente krystaller til brug i produktionen af forskellige typer laser; i nogle tilfælde kan ikke-krystallinske substanser, såsom glas, også dopes med urenheder.
| Uorganisk kemi | Spire Denne artikel om uorganisk kemi er en spire som bør udbygges. Du er velkommen til at hjælpe Wikipedia ved at udvide den. |